# قائمة أسراب القوات الجوية الإسرائيلية
هذه قائمة بأسراب القوات الجوية الإسرائيلية.

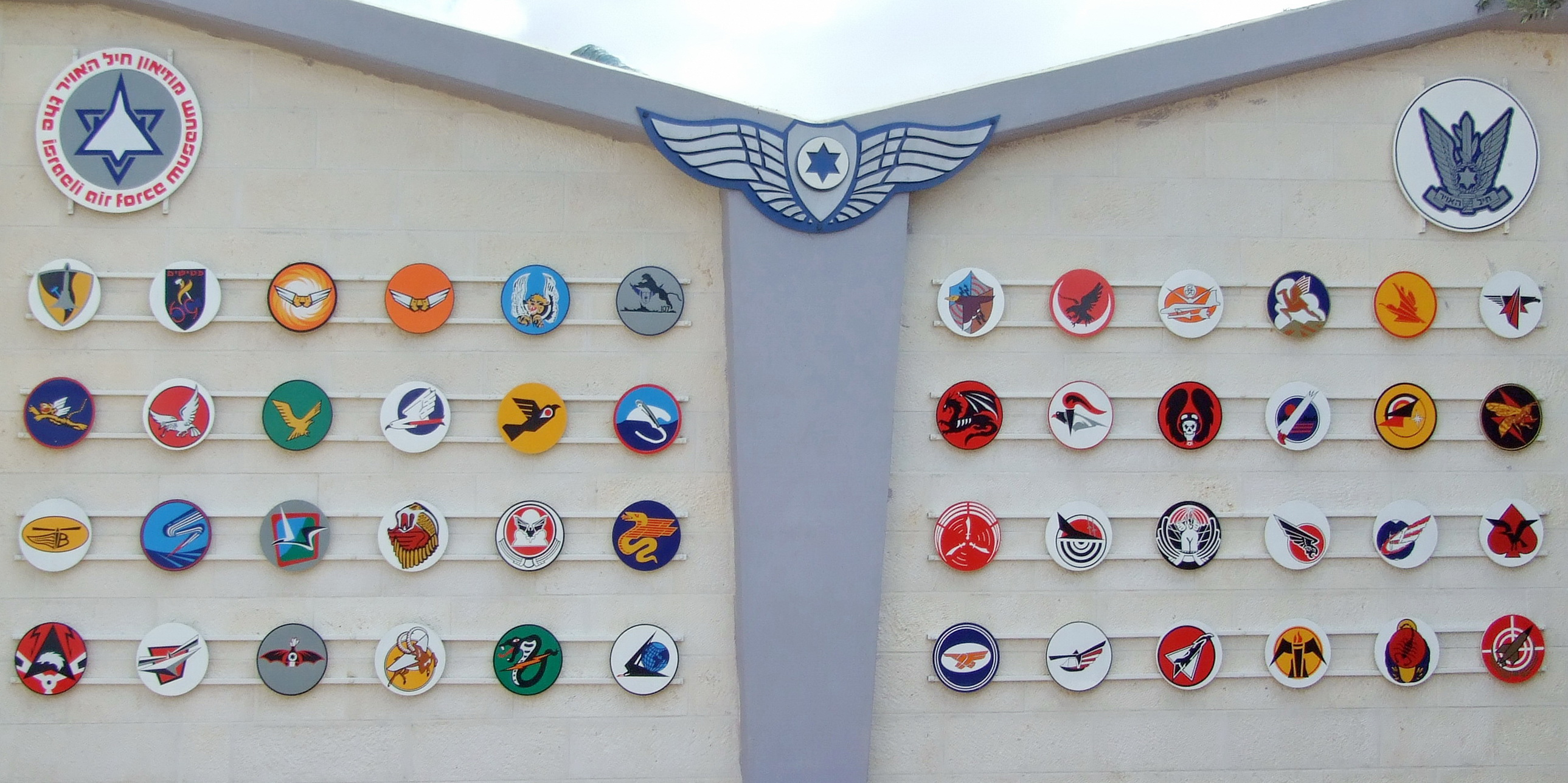
شعارات أسراب القوات الجوية الإسرائيلية

## المقاتلات
| السرب     | اللقب                 | الاسم الأصلي           | مكان التمركز            | أنواع الطائرات | الحالة            |
| --------- | --------------------- | ---------------------- | ----------------------- | --- | ----------------- |
| السرب 69  | سرب المطارق           | טייסת הפטישים          | قاعدة حتسريم الجوية     | بوينغ بي-17، كونسوليديتد بي بي واي كاتالينا، إف-4 فانتوم الثانية، إف-15 آي                                         | نشط               |
| السرب 101 | سرب المقاتلات الأول   | טייסת הקרב הראשונה     | قاعدة حتسور الجوية      | ريببليك آر سي-3 سي بي، أفيا إس-199، سوبرمارين سبتفاير، بي-51 موستانغ، ميراج 3، نيشر، كفير، إف-16 سي                | نشط               |
| السرب 105 | سرب العقرب            | טייסת העקרב            | قاعدة حتسور الجوية      | سوبرمارين سبتفاير، بي-51 موستانغ، داسو سوبر ميستير، ميراج 3، إف-4 فانتوم الثانية، إف-16 دي                         | نشط               |
| السرب 106 | سرب رأس الرمح         | טייסת חוד החנית        | قاعدة تل نوف الجوية     | كورتيس سي-46 كوماندو، لوكهيد كونستليشن، دوغلاس سي-54 سكاي ماستر، لوكهيد هدسون، لوكهيد موديل 18 لودستار، إف-15 إيغل | نشط               |
| السرب 107 | فرسان الذيل البرتقالي | טייסת אבירי הזנב הכתום | قاعدة حتسريم الجوية     | سوبرمارين سبتفاير، بي-51 موستانغ، غلوستر ميتيور، داسو أوراجان، إف-4 فانتوم الثانية، إف-16 آي                       | نشط               |
| السرب 109 | سرب الوادي            | טייסת הפטישים          | قاعدة رمات ديفيد الجوية | دي هافيلاند موسكيتو، داسو ميستير 4، إيه-4 سكاي هوك، كفير، إف-4 فانتوم الثانية، إف-16 دي                            | نشط               |
| السرب 110 | سرب فرسان الشمال      | טייסת אבירי הצפון      | قاعدة رمات ديفيد الجوية | دي هافيلاند موسكيتو، فوتور، غلوستر ميتيور، إيه-4 سكاي هوك، كفير، إف-16 سي                                          | غير نشط           |
| السرب 116 | سرب مدافعي الجنوب     | טייסת אבירי הצפון      | قاعدة رمات ديفيد الجوية | بي-51 موستانغ، داسو ميستير 4، إيه-4 سكاي هوك، إف-35 آي                                                             | يُعاد دخوله الخدمة |
| السرب 117 | سرب النفاثات الأول    | טייסת הסילון הראשונה   | قاعدة رمات ديفيد الجوية | غلوستر ميتيور، ميراج 3، نيشر، إف-16 سي                                                                             | نشط               |
| السرب 119 | سرب الوطواط           | טייסת העטלף            | قاعدة رامون الجوية      | غلوستر ميتيور، فوتور، ميراج 3، إف-4 فانتوم الثانية، إف-16 آي                                                       | نشط               |
| السرب 133 | فرسان الذيل المزدوج   | טייסת אבירי הזנב הכפול | قاعدة تل نوف الجوية     | إف-15 آي | نشط               |
| السرب 140 | سرب النسر الذهبي      | טייסת נשר הזהב         | قاعدة نفاطيم الجوية     | نورث أمريكان تي-6 تيكسان، إيه-4 سكاي هوك،إف-16 إيه/بي، إف-35 آي                                                    | نشط               |
| السرب 144 | سرب العنقاء           | טייסת עוף החול         | قاعدة حتسور الجوية      | نيشر، كفير، إف-16 إيه/بي                                                                                           | غير نشط           |
| السرب 147 | سرب غورينغ رام        | טייסת האיל הנוגח       | قاعدة حتسريم الجوية     | بوينغ ستيرمان نموذج 75، إيه-4 سكاي هوك                                                                             | غير نشط           |
| السرب 149 | سرب الببغاء المحطم    | טייסת התוכי המנפץ      | قاعدة حتسريم الجوية     | إيه-4 سكاي هوك، كفير                                                                                               | غير نشط           |
| السرب 201 | سرب الواحد            | טייסת האחת             | قاعدة رامون الجوية      | داسو ميستير 4، إف-4 فانتوم الثانية، إف-16 آي                                                                       | نشط               |
| السرب 253 | سرب النقب             | טייסת הנגב             | قاعدة رامون الجوية      | ميراج 3، نيشر، كفير، إف-16 إيه/بي، إف-16 آي                                                                        | نشط               |
| السرب 254 | سرب ميدلاند           | טייסת מרכז המדינה      | قاعدة حتسور الجوية      | ميراج 3، نيشر، كفير                                                                                                | غير نشط           |

## المروحيات
| السرب     | اللقب                       | الاسم الأصلي         | مكان التمركز            | أنواع الطائرات | الحالة  |
| --------- | --------------------------- | -------------------- | ----------------------- | --- | ------- |
| السرب 113 | سرب الدبابير                | טייסת הצרעה          | قاعدة رامون الجوية      | داسو أوراجان، نيشر، كفير، إيه إتش-64 إيه أباتشي، بوينغ إيه إتش-64 دي أباتشي لونغ بو                                                                       | نشط     |
| السرب 114 | سرب سادة الليل              | טייסת מובילי הלילה   | قاعدة تل نوف الجوية     | أفرو أنسون، ايرسبيد كونسل، إيروسباسيال سوبر فريلون، سيكورسكي سي إتش-53 سي ستاليون                                                                         | نشط     |
| السرب 118 | سرب فرسان الليل             | טייסת דורסי הלילה    | قاعدة تل نوف الجوية     | سيكورسكي سي إتش-53 سي ستاليون | نشط     |
| السرب 123 | سرب طيور الصحراء            | טייסת ציפורי המדבר   | قاعدة حتسريم الجوية     | بيل 47، بيل 205، بيل 212، سيكورسكي يو إتش-60 بلاك هوك | نشط     |
| السرب 124 | فرسان السيف الدوار          | טייסת החרב המתהפכת   | قاعدة بلماحيم الجوية    | هيلر او إتش-12، سيكورسكي إتش-19تشيكاساو، إيروسباسيال ألويت 2، سيكورسكي إتش-34، بيل 205، بيل 212، يوروكوبتر إتش إتش-65 دولفين، سيكورسكي يو إتش-60 بلاك هوك | نشط     |
| السرب 125 | سرب المروحيات الخفيفة       | טייסת המסוקים הקלים  | مطار سدي دوف            | إيروسباسيال ألويت 2، بيل 47، بيل 212، بيل 206، إيروسباسيال غازيل، بيل 206 إل لونغ رينجر                                                                   | غير نشط |
| السرب 160 | سرب المروحيات المدججة الأول | טייסת המסק"ר הראשונה | قاعدة بلماحيم الجوية    | إم دي 500 ديفيندر، بيل إيه إتش-1 كوبرا | غير نشط |
| السرب 190 | سرب اللمسة السحرية          | טייסת מגע הקסם       | قاعدة رامون الجوية      | إم دي 500 ديفيندر، إيه إتش-64 إيه أباتشي | نشط     |
| السرب 193 | سرب مدافعي الغرب            | טייסת מגיני המערב    | قاعدة رمات ديفيد الجوية | يوروكوبتر إتش إتش-65 دولفين، يوروكوبتر إيه إس 565 | نشط     |

## القيادة والنقل
| السرب     | اللقب              | الاسم الأصلي              | مكان التمركز        | أنواع الطائرات | الحالة  |
| --------- | ------------------ | ------------------------- | ------------------- | --- | ------- |
| السرب 100 | سرب الجمل الطائر   | טייסת הגמל המעופף         | مطار سدي دوف        | بايبر بيه إيه-18، فوكر إس-11، سيسنا 180، سيسنا 206، بياجيو بي.149، دورنير دو 27، دورنير دو 28، بيتشكرافت 200، بيتش كرافت سي-12 هورون، بيتشكرافت بونانزا                                                                                       | نشط     |
| السرب 103 | سرب الأفيال        | טייסת מובילי הלילה        | قاعدة نفاطيم الجوية | بريستول بيافايتر، لوكهيد هدسون، لوكهيد نموذج 18 لودستار، غرومان جي-44 ويدجن، دي هافيلاند موسكيتو، دوغلاس دي سي-3، دوغلاس دي سي-5، كونسوليديتد بي بي واي كاتالينا، نورد نوراطلس، لوكهيد سي-130 هيركوليز، لوكهيد مارتن سي-130 جيه سوبر هركيوليز | نشط     |
| السرب 120 | سرب عمالقة الصحراء | טייסת ענקי המדבר          | قاعدة نفاطيم الجوية | دوغلاس دي سي-3، بوينغ 377، لوكهيد سي-130 هيركوليز، بوينغ 707، آي إيه آي ويستويند | نشط     |
| السرب 122 | سرب نحشون          | טייסת הנחשון              | قاعدة نفاطيم الجوية | دوغلاس دي سي-3، غرومان أو في-1 موهاك، آي إيه آي وادي عربة، غلف ستريم جي 500، غلف ستريم جي 550 | نشط     |
| السرب 131 | سرب الطائر الأصفر  | טייסת אבירי הציפור הצהובה | قاعدة نفاطيم الجوية | لوكهيد مارتن سي-130 جيه سوبر هركيوليز | نشط     |
| السرب 135 | سرب ملوك الجو      | טייסת מלכי האוויר         | مطار سدي دوف        | سوكاتا رالي فاميلي، سيسنا 180، سيسنا 206، بريتن نورمان ايلاندر، بيتشكرافت كوين إير، سوكاتا تي بي فاميلي، بيتشكرافت سوبر كينغ إير، بيتش كرافت سي-12 هورون، بيتشكرافت بونانزا                                                                   | غير نشط |
| السرب 192 | سرب عين الصقر      | טייסת ההוקאיי             | قاعدة حتسريم الجوية | إي - 2 هوك آي | غير نشط |

## وصلات خارجية
- GlobalSecurity.org list of IAF Squadrons
- Aeroflight.co.uk IAF section